# 何義 (弘治進士)
何義（1465年—？），字時宜，直隸涿鹿左衛人，軍籍，明朝政治人物。

## 生平
弘治十一年（1498年）戊午科順天府鄉試第三十三名舉人。弘治十五年（1502年）中式壬戌科會試第一百五十六名，三甲第十三名進士。

## 家族
曾祖何福六；祖父何仲仁；父何海。前母顧氏；嫡母陳氏；繼母韓氏；生母王氏。永感下。